# Lee Joon-hwan
Lee Joon-hwan (n. 19 iunie 2002, Gumi⁠(d), Coreea de Sud) este un judocan ce a reprezentat Coreea de Sud, medaliat olimpic. A participat la o ediție a Jocurilor Olimpice (2024) în care a câștigat o medalie de bronz.

## Participări
Lista de mai jos prezintă principalele competiții la care a participat Lee Joon-hwan de-a lungul carierei.
- Judo la Jocurile Olimpice de vară din 2024 – 81 kg masculin